# Golden Foot 2009

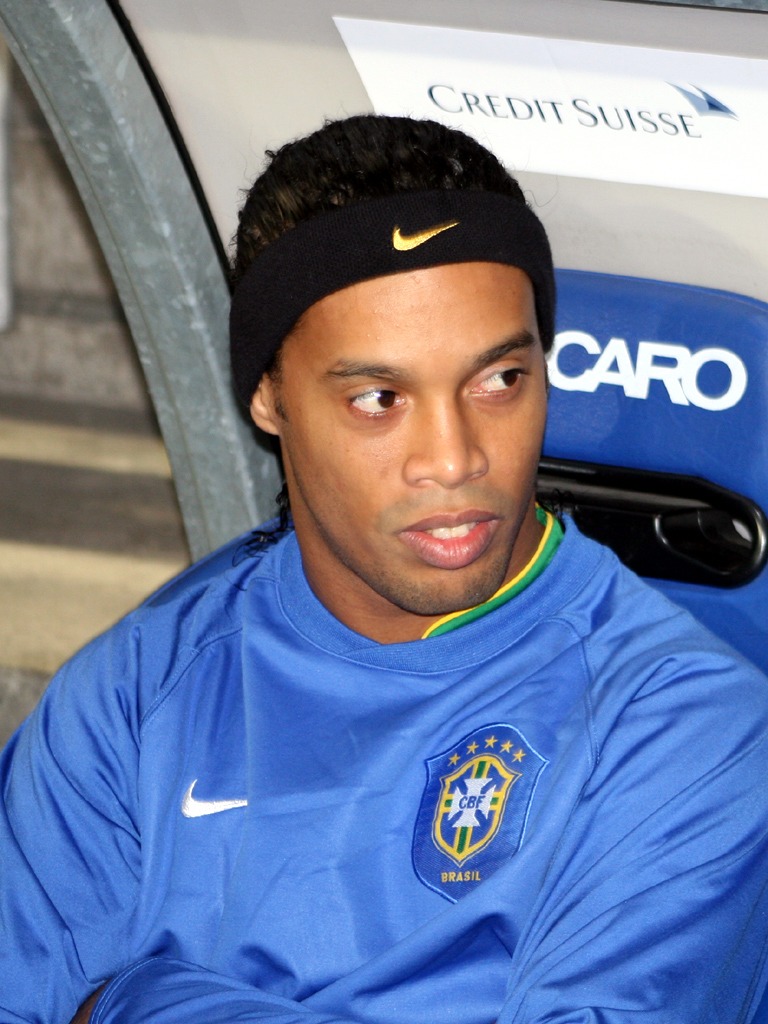
Ronaldinho con la camiseta de la Selección de fútbol de Brasil.

El premio Golden Foot 2009 fue la séptima entrega de este importante galardón celebrado el 12 de octubre de 2009.  El futbolista Ronaldinho fue el ganador de la séptima entrega. Ronaldinho fue elegido a la edad de 29 años mientras militaba en el equipo italiano AC Milan, último club europeo en su carrera futbolística.
Ronaldinho fue declarado el mejor jugador veterano de Europa y superó a otros futbolistas destacados como David Beckham, Steven Gerrard, Francesco Totti, entre otros. Es el tercer brasileño en obtener el galardón, junto a Ronaldo y Roberto Carlos.
Además del brasileño Ronaldinho, otros futbolistas reconocidos a nivel mundial participaron de la gala, entre ellos, el exarquero colombiano René Higuita, el alemán Karl-Heinz Rummenigge, Nilton Santos, campeón del mundo con la selección brasileña en 1958 y 1962, entre otros, quiénes también fueron premiados.
Ronaldinho recibió el premio por parte del príncipe Alberto II de Mónaco, después de obtener más de 150 000 votos.

## Premio

### Ganador y nominados
| Futbolista           | Nacionalidad      | Club                 |
| -------------------- | ----------------- | -------------------- |
| Ronaldinho           | Brasil            | AC Milan             |
| David Beckham        | Inglaterra        | Los Angeles Galaxy   |
| Gianluigi Buffon     | Italia            | Juventus FC          |
| Luís Figo            | Portugal          | Inter de Milán       |
| Steven Gerrard       | Inglaterra        | Liverpool FC         |
| Ryan Giggs           | Gales             | Manchester United FC |
| Thierry Henry        | Francia           | FC Barcelona         |
| Raúl González Blanco | España            | Real Madrid C. F.    |
| Francesco Totti      | Italia            | AS Roma              |
| David Trezeguet      | Francia Argentina | Juventus FC          |